# Моваль
Мова́ль (фр. Moval) — колишній муніципалітет у Франції, у регіоні Бургундія-Франш-Конте, департамент Територія Бельфор. Населення — 357 осіб (2011).
Муніципалітет був розташований на відстані близько 370 км на південний схід від Парижа, 80 км на північний схід від Безансона, 7 км на південний схід від Бельфора.

## Історія
У 1956-2015 роках муніципалітет перебував у складі регіону Франш-Конте. Від 1 січня 2016 року належав до нового об'єднаного регіону Бургундія-Франш-Конте.
1 січня 2019 року Моваль і Меру було об'єднано в новий муніципалітет Меру-Моваль.

## Демографія
Динаміка населення (Insee ):
Розподіл населення за віком та статтю (2006):
| Стать | Всього | До 15 років | 15-24 | 25-44 | 45-64 | 65-85 | Понад 85 |
| --- | ------ | ----------- | ----- | ----- | ----- | ----- | -------- |
| Чоловіки | 163    | 30          | 15    | 42    | 64    | 12    | 0        |
| Жінки | 149    | 27          | 8     | 53    | 42    | 19    | 0        |
| \| Статево-вікова піраміда \| Статево-вікова піраміда \| Статево-вікова піраміда \| \| ----------------------- \| ----------------------- \| ----------------------- \| \| Чоловіки \| Вік \| Жінки \| \| 0 \| 85 + \| 0 \| \| 4 \| 80-84 \| 0 \| \| 4 \| 75-79 \| 4 \| \| 4 \| 70-74 \| 11 \| \| 0 \| 65-69 \| 4 \| \| 11 \| 60-64 \| 15 \| \| 15 \| 55-59 \| 8 \| \| 11 \| 50-54 \| 8 \| \| 27 \| 45-49 \| 11 \| \| 23 \| 40-44 \| 15 \| \| 0 \| 35-39 \| 11 \| \| 11 \| 30-34 \| 4 \| \| 8 \| 25-29 \| 23 \| \| 4 \| 20-24 \| 0 \| \| 11 \| 15-20 \| 8 \| \| 11 \| 10-14 \| 15 \| \| 15 \| 5-9 \| 8 \| \| 4 \| 0-4 \| 4 \| |        |             |       |       |       |       |          |
| Статево-вікова піраміда |        |             |       |       |       |       |          |
| Чоловіки | Вік    | Жінки       |       |       |       |       |          |
| 0 | 85 +   | 0           |       |       |       |       |          |
| 4 | 80-84  | 0           |       |       |       |       |          |
| 4 | 75-79  | 4           |       |       |       |       |          |
| 4 | 70-74  | 11          |       |       |       |       |          |
| 0 | 65-69  | 4           |       |       |       |       |          |
| 11 | 60-64  | 15          |       |       |       |       |          |
| 15 | 55-59  | 8           |       |       |       |       |          |
| 11 | 50-54  | 8           |       |       |       |       |          |
| 27 | 45-49  | 11          |       |       |       |       |          |
| 23 | 40-44  | 15          |       |       |       |       |          |
| 0 | 35-39  | 11          |       |       |       |       |          |
| 11 | 30-34  | 4           |       |       |       |       |          |
| 8 | 25-29  | 23          |       |       |       |       |          |
| 4 | 20-24  | 0           |       |       |       |       |          |
| 11 | 15-20  | 8           |       |       |       |       |          |
| 11 | 10-14  | 15          |       |       |       |       |          |
| 15 | 5-9    | 8           |       |       |       |       |          |
| 4 | 0-4    | 4           |       |       |       |       |          |

## Економіка
2010 року серед 226 осіб працездатного віку (15—64 років) 158 були активними, 68 — неактивними (показник активності 69,9%, у 1999 році було 63,1%). З 158 активних мешканців працювало 150 осіб (81 чоловік та 69 жінок), безробітними було 8 (5 чоловіків та 3 жінки). Серед 68 неактивних 30 осіб було учнями чи студентами, 27 — пенсіонерами, 11 були неактивними з інших причин.

У 2010 році в муніципалітеті числилось 129 оподаткованих домогосподарств, у яких проживали 322,5 особи, медіана доходів виносила 22 080 євро на одного особоспоживача